# Samolus dichondrifolius
Samolus dichondrifolius är en viveväxtart som beskrevs av Channell. Samolus dichondrifolius ingår i släktet bungar, och familjen viveväxter. Inga underarter finns listade i Catalogue of Life.